# Konstanty Tyzenhauz
Konstanty Tyzenhauz (ur. 3 czerwca 1786 w Żołudku koło Grodna, zm. 16 marca 1853 w Postawach) – polski hrabia, ornitolog, ziemianin, malarz (uczeń Jana Piotra Norblina).

## Życiorys
Pochodził ze szlacheckiego rodu Tyzenhauzów, był synem Ignacego i Anny z Biegańskich. Po ojcu odziedziczył tytuł hrabiego. Studiował na Uniwersytecie Wileńskim, wśród jego nauczycieli byli Stanisław Jundziłł i Jan Rustem.
Brał udział w wojnach napoleońskich 1812–1814.
Podczas inwazji na Rosję w 1812 roku utworzył i poprowadził swój pułk. Brał udział w obronie twierdzy Modlin, w walce o Niemcy. W 1813 roku otrzymał Krzyż Legii Honorowej.
Był członkiem warszawskiego Towarzystwa Przyjaciół Nauk. Członek korespondent  Galicyjskiego Towarzystwa Gospodarskiego (1846–1853).
Jako przyrodnik zajmował się głównie ornitologią: 
- Zasady ornitologii albo nauki o ptakach (1841)
- Ornitologia powszechna, czyli opisanie ptaków wszystkich części świata (tom  1, tom 2, tom 3, 1843-1846)
- Catalogus avium et mammalium (1844) – obejmujący 351 gatunków ptaków i 167 gatunków ssaków z terenów obecnej środkowej i wschodniej Polski, Litwy, Białorusi, południowej i zachodniej Ukrainy.

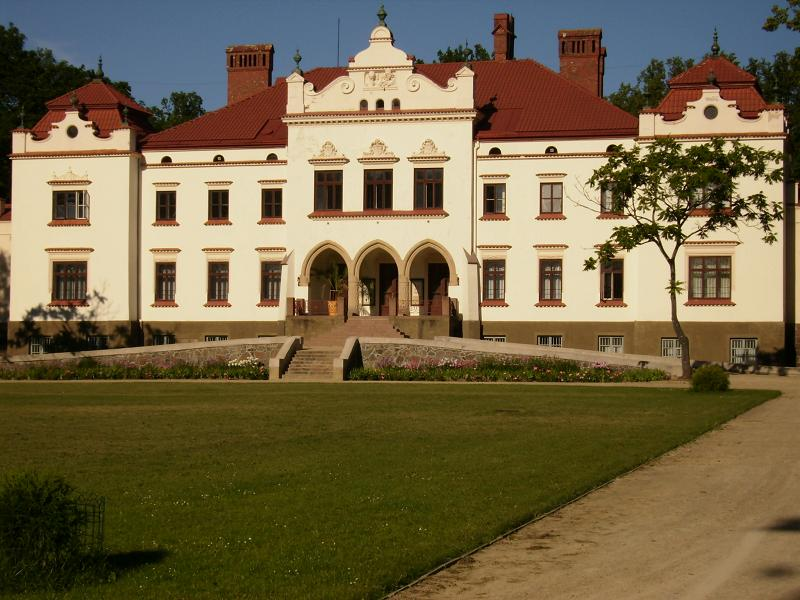
Pałac w Rakiszkach na Litwie wybudowany przez ojca Konstantego, Ignacego Tyzenhauza

Ponadto jest autorem ilustracji do Oologii ptaków polskich Władysława Taczanowskiego (1862) i twórcą kolekcji kilku tysięcy okazów spreparowanych ptaków z terenów obecnej Białorusi, Litwy i Ukrainy. Ów zbiór ornitofauny po śmierci Tyzenhauza przekazano (1858) Wileńskiej Komisji Archeologicznej.
W swojej posiadłości w Postawach pozostawił kolekcję obrazów. W tamtejszym parku pałacowym znajduje się jego pomnik.

## Przypisy

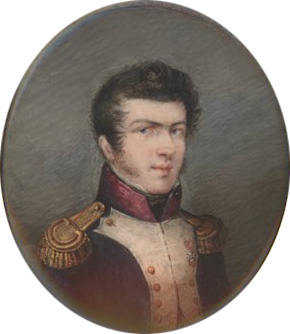
Konstanty Tyzenhauz